# Rețea de calculatoare
O rețea de calculatoare leagă o mulțime mai mică sau mai mare de calculatoare, astfel încât un calculator poate accesa datele, programele și facilitățile sau resursele unui alt calculator conectat la aceeași rețea. De obicei este nevoie de măsuri de restricție  a accesului. 
Metodele de conectare sunt în continuă dezvoltare și deja foarte diverse, începând cu tot felul de cabluri metalice și de fibră optică, chiar submarine, și terminând cu legături fără fir prin unde radio cum ar fi Wi-Fi, WiMAX sau Bluetooth, prin raze infraroșii, ca de exemplu IrDA, sau prin intermediul sateliților.
Sisteme/locatii conectate
Conceptul de "sisteme/locatii conectate" se referă, în esență, la două sau mai multe sisteme din aceeasi locatie sau din locatii diferite care sunt legate între ele printr-o rețea sau altfel pentru a permite transferul de informații. Această conexiune poate fi realizată prin diferite metode, inclusiv cabluri speciale, Fibra Optica, Wi-Fi, Radio, etc. Conexiunea permite sistemelor din aceeasi locatie sau din diferite locatii să comunice între ele, dar nu garantează neapărat că acestea pot înțelege sau folosi informațiile transmise. 2 sau mai multe locatii sunt conectate printr-un datacenter daca aceastea se pot accesa reciproc. Serviciul ce poate fi furnizat in cloud se numeste Network as a Service (NaaS) si este primul nivel din IaaS.
Sisteme Interconectate
Interconectarea este un pas înainte față de doar a avea sisteme conectate. Într-un sistem interconectat, nu numai că sistemele sunt conectate între ele, dar ele sunt, de asemenea, capabile să schimbe și să folosească date într-un mod care este util pentru sistemul receptor. De exemplu, două calculatoare interconectate pot împărtăși și utiliza fișierele unul de la altul. Cu toate acestea, aceasta nu garantează neapărat că sistemele pot funcționa împreună în mod eficient sau că pot înțelege semnificația datelor la un nivel mai profund.
Sisteme Interoperabile
Interoperabilitatea reprezintă nivelul cel mai înalt de integrare și funcționalitate între sisteme. Nu doar că sistemele interoperabile pot schimba și utiliza date între ele, dar pot și înțelege semnificația datelor la un nivel mai profund și pot lucra împreună într-un mod coordonat pentru a atinge obiective comune. De exemplu, în domeniul sănătății, un sistem electronic de evidență a pacienților ar fi interoperabil cu un alt sistem similar dacă ar putea nu doar să împărtășească și să utilizeze datele pacientului, dar și să înțeleagă contextul și semnificația datelor pentru a oferi îngrijiri coordonate.

## Clasificarea rețelelor de calculatoare după centralizare
Există rețele de calculatoare centralizate și descentralizate.
Printre rețelele descentralizate se numără ca exemplu rețelele ARPAnet, Metanet și Freenet.

## Clasificare după topologie
Articol principal: Topologii de rețea

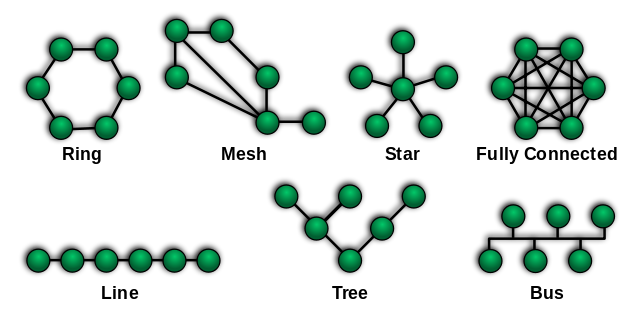
Exemple de topologii ale rețelelor de calculatoare

Topologia (structura) unei rețele rezultă din modul de conectare a elementelor rețelei între ele. Ea determină și traseul concret pe care circulă informația în rețea "de la A la B". Principalele tipuri de topologii pentru rețelele LAN sunt:
- topologia Bus (înseamnă magistrală) - are o fiabilitate sporită și o viteză mare de transmisie;
- topologia Ring (inel) - permite ca toate stațiile conectate să aibă drepturi și funcțiuni egale;
- topologia Star (stea) - oferă o viteză mare de comunicație, fiind destinată aplicațiilor în timp real.

Rețelele mai mari prezintă o topologie formată dintr-o combinație a acestor trei tipuri.

## Clasificare după modul de conectare
Rețelele de calculatoare pot fi clasificate și după tehnologia care este folosită pentru a conecta dispozitive individuale din rețea, cum ar fi fibră optică, Ethernet, Wireless LAN (din engleză și înseamnă "fără fir"), HomePNA sau Power line.
Metodele de conectare sunt în continuă dezvoltare și deja foarte diverse, începând cu tot felul de cabluri metalice și de fibră optică, cabluri submarine, și terminând cu legături prin radio cum ar fi Wi-Fi sau Bluetooth, prin raze infraroșii (IrDA) sau chiar prin intermediul sateliților.
Foarte răspândită este metoda Ethernet, termen care se referă la natura fizică a cablului folosit și la tensiunile electrice ale semnalului. Cel mai răspândit protocol de comunicare în rețelele Ethernet se numește CSMA/CD ("Carrier Sense Multiple Access / Collision Detection"). Dacă sunt utilizate undele radio, atunci rețeaua se numește rețea fără fir (engleză: wireless).
"HomePNA" este un sistem de conectare între ele a calculatoarelor și aparatelor "inteligente" dintr-o locuință, bazat pe fire normale de telefon sau cablu normal de televiziune.
În fine, sistemul "Power line communication" (PLC) se bazează pe rețeaua de curent electric, atât cea de înaltă cât și cea de joasă tensiune, care practic ajung la orice loc din lume.

## Clasificare după relațiile funcționale (arhitectura de rețea)
Rețelele de calculatoare mai pot fi clasificate în funcție de relațiile funcționale care există dintre elementele unei rețele, ca de exemplu: Active Networking Architecture, Client-Server Architecture și Peer-to-peer (workgroup) Architecture.
O altă clasificare funcțională folosește termenii:
- Storage Area Network (SAN) - o rețea dedicată interconectării eficiente a dispozitivelor de stocare a datelor
- Network Attached Storage (NAS) - dispozitive de stocare concepute pentru a fi atașate nu la câte un calculator particular din rețea, ci direct la rețea, putând astfel fi puse la dispoziția tuturor calculatoarelor rețelei.

## Clasificare după aria de acoperire
Rețelele de calculatoare se împart după extinderea lor în următoarele tipuri: LAN, MAN, WAN și, ceva mai nou, PAN. 
Rețelele relativ mici, de exemplu cu cel mult câteva sute de calculatoare în aceeași clădire legate între ele direct, se numesc Local Area Network (LAN). O rețea de tip LAN dar fără fir (prin unde radio) se numește WLAN (Wireless LAN). Rețele de mare întindere geografică, de exemplu între 2 orașe, pe o țară, un continent sau chiar pe întreaga lume, se numesc Wide Area Network (WAN). Rețelele de tip WAN au fost inițial foarte costisitoare. Numai companiile mari își puteau permite un WAN particular. La ora actuală însă, cele mai multe conexiuni de tip WAN folosesc ca mijloc de comunicație Internetul - acesta este universal și public, deci nu foarte controlabil de către un utilizator, în schimb însă foarte convenabil ca preț.
În sfârșit, PAN înseamnă Personal Area Network - o rețea de foarte mică întindere, de cel mult câțiva metri, constând din aparatele interconectabile din apropierea unei persoane, cum ar fi o imprimantă sau un scanner, sau chiar aparatele pe care o persoană le poartă cu sine, ca de exemplu un telefon mobil sau un smartphone, un player MP3 sau un aparat de navigație GPS portabil.

### Rețele personale (Personal Area Network)
Un Personal Area Network (PAN) este o rețea de calculatoare folosită pentru comunicarea între câteva mici calculatoare sau și aparate multifuncționale inteligente (smart), apropiate unele de altele. Exemple de dispozitive care sunt folosite în rețeaua de tip PAN sunt imprimantele, aparatele de fax, telefoanele mobile, Personal Digital Assistant (PDA-uri), scanere, aparate de poziționare și navigație GPS, playere "inteligente" și altele. Raza de acțiune a rețelelor PAN este aproximativ de la 6-9 metri. Rețelele PAN pot fi conectate cu magistrale USB și FireWire. Cu ajutorul unor tehnologii ca IrDA (unde infraroșii) și Bluetooth (unde radio) se pot crea și rețele de tip Wireless PAN (rețele PAN fără fir).

### Rețele locale (Local Area Network)

O rețea locală într-o bibliotecă publică

Un LAN este o rețea care acoperă o zonă geografică restrânsă, cum ar fi la domiciliu, birou, sau o clădire. Rețelele LAN curente sunt bazate pe tehnologia Ethernet. De exemplu, o bibliotecă va avea o conexiune prin fir sau de tip Wireless LAN pentru a interconecta dispozitive locale (ex.: imprimante, servere) și pentru a accesa Internetul. Toate calculatoarele din bibliotecă sunt conectate prin fir de rețea de categoria 5, numit UTP CAT5 cable, rulează protocolul IEEE 802.3 printr-un sistem de dispozitive interconectate care eventual se conectează și la Internet. Cablurile care duc spre server sunt de tipul numit UTP CAT5e enhanced cable; ele suportă protocolul IEEE 802.3 la o viteză de 1 Gbit/s.
În exemplul din dreapta rețeaua a fost construită în așa fel încât calculatoarele angajaților bibliotecii din partea dreptă a imaginii pot accesa imprimanta color, înregistrările despre cărțile împrumutate, rețeaua academică și Internetul. Toți utilizatorii pot accesa Internetul, și catalogul bibliotecii. Fiecare grup din rețea poate accesa imprimanta sa locală. În rest, imprimantele nu sunt accesibile din afara grupului respectiv. 
Toate dispozitivele interconectate trebuie să folosească nivelul 3 network layer din modelul de referință OSI, fiindcă în acest exemplu este vorba de mai multe subrețele (cu culori diferite). Subrețelele din interiorul bibliotecii au viteza de numai 10/100 Mbit/s, conexiune Ethernet pînă la utilizatorul final, și Gigabit Ethernet către ruter-ul principal, care poate fi numit și "layer 3 switch", fiindcă el are numai interfață Ethernet și trebuie să "înțeleagă" IP. Mai corect ruterele se numesc: "ruter de acces" (ruterul de sus este un ruter de distribuire care conectează la Internet), și "ruter al rețelei academice" - accesat de utilizator.
În prezent tehnologia Ethernet sau și alte tehnologii LAN conforme standardului IEEE 802.3 operează la viteze de peste 10 Mbit/s. Aceasta este rata de transfer teoretică maximă. IEEE are însă proiecte de dezvoltare a standardelor de 40 și chiar 100 Gbit/s.

### Rețea academică (Campus Area Network)
Un Campus Area Network (CAN) este o rețea de LAN-uri interconectate, asemănatoare cu cea de tip MAN, dar ea se extinde pe o zonă geografică limitată, de exemplu a unei universități.
În cazul unei universități o rețea CAN poate face legătura între diferite clădiri ale campusului: departamentele academice, biblioteca universitară, căminul studențesc. CAN este ca extindere în general mai mare decât rețelele locale LAN dar mai mic decât WAN. 
Rețelele CAN au fost create cu scopul de a facilita studenților accesul liber la rețeaua Internet și la resursele universității.

### Rețea metropolitană (Metropolitan Area Network)
Rețelele metropolitane (MAN) sunt rețele de mare extindere care de obicei împînzesc orașe întregi. Aceste rețele folosesc pentru legături cel mai des tehnologii fără fir (wireless) sau fibră optică.
- Definiția IEEE
Standardul IEEE 802-2001 descrie MAN ca fiind o rețea metropolitană care este optimizată pentru o întindere geografică mai mare decît rețelele locale LAN, începând de la cartiere rezidențiale, zone economice și până la orașe întregi. Rețelele metropolitane MAN la rândul lor depind de canalele de comunicații, și oferă un transfer moderat pâna la transfer înalt de date. Rețeaua MAN în cele mai frecvente cazuri este proprietatea unui singur operator (companie), dar rețeaua este folosită de către mai multe persoane și organizații. Rețelele MAN mai pot fi deținute și conduse ca utilități publice.
- Implementarea rețelelor metropolitane MAN
Unele tehnologii folosite pentru aceste scopuri sunt ATM, FDDI și SMDS. Dar aceste tehnologii vechi sunt în procesul de substiturire de către rețele Ethernet bazate pe MAN, ex: Metro-Ethernet. Rețelele MAN, la fel ca multe rețele LAN, au fost construite fără fir datorită folosirii microundelor, undelor radio, sau a undelor laser infraroșii. Multe companii dau cu chirie sau închiriază circuitele de la transportatori publici (din cauza costului ridicat al tragerii unui cablu prin oraș).
Standardul actual de comunicare al rețelelor metropolitane este "Distribuite Queue Dual Bus", DQDB. Acesta este specificat în standardul IEEE 802.6. Folosind DQDB, rețelele pot avea o întindere de peste 50 km și pot opera la viteze de la 34 pînă la 155 Mbit/s.
Printre primii care au creat rețele MAN au fost companiile Internet peering points, MAE-West, MAE-East și Sohonet media network.

### Rețea de arie largă (Wide Area Network)
WAN desemnează tipul de rețele de transport de date care acoperă zone geografice mari și foarte mari (de ex. de la un oraș la altul, de la o țară la alta, de la un continent la altul), și folosesc de multe ori facilitățile de transmisiuni de date de la transportori publici (ca de ex. companiile de telefonie). Tehnologiile WAN funcționează în general la nivelele inferioare ale modelului de referință OSI: physical layer, data link layer și network layer.

### Rețea globală (Global Area Network)
Specificațiile rețelei globale (GAN) au fost în curs de dezvoltare de către multe grupuri de specialiști. În general, rețeaua globală GAN definește un model de asigurare a comunicațiilor mobile între un număr arbitrar de rețele WLAN, zone de acoperire prin satelit, etc. În proiectul IEEE 802.20, IEEE a stabilit standardele pentru rețeaua terestră GAN, valabile cu începere din iunie 2008.
Legătură externă: situl web pentru IEEE 802.20

## Internetworking
Tehnicile de internetworking (în sens de inter-networking, și nu internet-working) conectează două sau mai multe rețele sau segmente de rețea, folosind dispozitive ce operează la nivelul 3 al sistemului de referință OSI, cum ar fi un ruter. Orice interconexiune între rețele publice, private, comerciale, industriale sau guvernamentale poate fi numită „internetworking”.
În practica actuală, rețelele interconectate folosesc nivelul Internet Protocol (IP). Există trei tipuri de rețele internetwork, în funcție de cine le administrează și cine are acces la ele:
- intranet
- extranet
- Internet

Rețelele de tip intranet și extranet pot avea sau nu și acces la Internet. Dacă ele sunt conectate la Internet, atunci ele trebuie să fie protejate împotriva accesului neautorizat din Internet. Internetul nu este considerat parte constituentă a unui intranet sau extranet. Totuși el poate servi drept cale de acces la unele porțiuni ale extranet-urilor.

## Echipamente pentru realizarea rețelelor de calculatoare

### Placă de interfață cu rețeaua (Network Interface Card,NIC)
O placă de rețea, adapter de rețea sau placă de interfață cu rețeaua este o piesă / un circuit electronic care permite calculatoarelor să se lege la o rețea de calculatoare. Ea asigură accesul fizic la resursele rețelei, care la rândul lui permite utilizatorilor să creeze conexiuni/sesiuni/legături cu alți utilizatori și calculatoare.

### Repeater

Un repeater cu tehnologia fără fir

Un radio repeater

Repeater-ul (se citește aproximativ ri-'pi-tăr) este un dispozitiv electronic care primește semnale pe care le retransmite la un nivel mai înalt sau la o putere mai mare, sau de cealaltă parte a unui obstacol, astfel ca semnalul să poată acoperi zone mari fără degradarea calității sale.
Termenul „repeater” provine din telegrafie unde reprezintă un dispozitiv electromecanic folosit pentru a retransmite semnale telegrafice. Această definiție a continuat să existe în telefonie precum și la sistemele de transport de date.
În telecomunicații definiția de repeater are urmatoarele sensuri standardizate:
- un dispozitiv analog care amplifică semnalul de intrare indiferent de natura sa (analoagă sau digitală)
- un dispozitiv numeric care amplifică, redimensionează sau produce o combinație din aceste funcțiii asupra semnalului digital de intrare pentru a fi retransmis.

### Ethernet hub
Un "hub" de rețea (cuvântul englez hub se citește aproximativ hab și înseamnă butuc de roată) este un dispozitiv pentru conectarea altor dispozitive fie prin cablu răsucit (de tip twisted pair), fie prin cablu de fibră optică; legătura permite ca rețeaua să se comporte ca un singur segment. Hub-urile funcționează la nivelul 1 (fizic) al sistemului de referință OSI. În caz de blocare, hub-ul este responsabil și pentru retransmiterea semnalului spre toate porturile sale.
Deseori hub-urile dispun de connectoare de tip BNC și/sau AUI, pentru a permite conectarea la astfel de segmente de rețele cum ar fi 10BASE2 și 10BASE5. Apariția switch-urilor a înlocuit practic pe piață hub-urile, dar ele totuși mai sunt întâlnite la conexiuni mai vechi și în aplicații speciale.

#### Hub- detalii tehnice
O rețea Ethernet unită prin hub-uri se comportă ca o rețea partajată, fiindcă la orice moment dat un singur dispozitiv transmite, iar fiecare gazdă este responsabilă de detectarea eventualelor coliziuni ale semnalelor, în care caz semnalul trebuie retransmis. 
În general hub-urile sunt dispozitive de transmitere de date cu randament scăzut. Hub-urile nu duc evidența despre traficul care trece prin ele, orice pachet de date care intă prin unul din porturile disponibile este transmis spre toate celelalte porturi. Pentru că fiecare pachet de date este trimis la toate celelalte porturi, are loc așa numitul proces de coliziune a datelor care frânează fluxul datelor sub viteza nominală.
Necesitatea gazdelor (host) pentru detectarea coliziunilor de date limitează numărul de hub-uri și mărimea rețelei. Pentru rețele de 10 Mbit/s, sunt permise până la 5 segmente (4 hub-uri) între două stații de lucru finale. Pentru rețele de 100 Mbit/s cifra se reduce la 3 segmente (2 hub-uri) între două terminale finale, și acest lucru este permis numai dacă media de întârziere a semnalului este scăzută.
Multe hub-uri detectează probleme tipice, așa cum ar fi coliziuni excesive pe unele porturi. Rețelele Ethernet bazate pe hub-uri sunt în general mai robuste decât rețele Ethernet pe bază de cablu coaxial, unde un dispozitiv cu malfuncțiuni poate deactiva un segment întreg. Chiar dacă nu este partiționat automat, depanarea hub-urilor este o procedură mai ușoară fiindcă indicatorii de activitate situați în dispozitiv pot reflecta sursa problemei; în ultimă instanță, pentru a localiza sursa unei probleme, dispozitivele pot fi deconectate de la hub pe rând, unul câte unul, mult mai ușor decât la un cablu coaxial.

#### Hub- folosire
Din punct de vedere istoric motivul principal pentru folosirea hub-urilor a fost prețul lor redus, în comparației cu switch-urile. Dar îndată ce prețurile la switch-uri au scăzut considerabil, situația s-a schimbat; totuși în anumite situații speciale mai sunt folosite și azi hub-uri:
Un analizator de protocoale conectat la un switch nu poate întotdeauna primi toate pachetele dorite, fiindcă switch-ul separă porturile în diferite segmente. Conectarea analizatorului de protocol la un hub îi permite a vedea tot traficul de pe segment. (Și un switch se poate configura pentru a permite ca un port să asculte traficul de la un alt port. Aceasta se numește port mirroring = oglindirea unui port. Cu toate acestea, această configurație este mai costisitoare decât cea cu hub-uri.)
Așa-numitele Computer Clusters necesită ca fiecare membru (computer) să poată primi tot traficul care duce spre clustere. Un hub va face acest lucru pe cale naturală; folosirea unui parametru de punere în aplicare necesită trucuri speciale. 
În cazul în care utilizatori finali au acces la un parametru pentru a face conexiuni, de exemplu într-o sală de conferințe, un utilizator fără experiență, neglijent sau sabotor poate deactiva rețeaua prin legarea împreună a două port-uri, stabilind astfel o buclă. Această situație poate fi prevenită prin utilizarea unui hub; în cazul dat bucla va deconecta alți utilizatori de la hub, dar nu tot restul rețelei. (De asemenea, situația poate fi prevenită prin utilizarea unui switch, care poate detecta și soluționa problemele provenite de la bucle, de exemplu prin punerea în aplicare a protocolului numit spanning tree.)